# 学校の怪談
学校の怪談（がっこうのかいだん）とは、学校にまつわる怪談のこと。

## 概要
「学校の怪談」は口承文化の一つであり、「分からなさ」という要素が必ず含まれることからコミュニケーションツールとして脈々と引き継がれていくこととなった。
第二次オカルトブームが到来した1990年代に入ると、後述の「七不思議」とともに多くの映画やドラマ、小説、漫画、TVゲームのモチーフとなり、定型化されていった。
「学校の怪談」は「子供の他愛無い戯言」とされる場合も多いが、昨今のそれは旧来の「怖い話」に、時代性を引用することでリアリティを付加される事例も多く、情報の伝播速度の特進化と相まって、地域を巻き込んだ「社会現象」になる事もある。

## 「学校の七不思議」
これらの怪奇譚を7つ集めたものが「学校の七不思議」・「学園七不思議」で、7つ全てを知ってしまうと（または「隠された8つ目を知ると」）不幸が訪れるとされる場合が多い。なお、伝承の総数は必ずしも7つであるとは限らない。

## 学校の怪談を題材とする作品
以下の作品以外でも、学園もの等の学校を主な舞台とした作品では、エピソードの一つとして七不思議を取り上げることが多い。

### 書籍
- 学校の怪談1 - 9巻・新1 - 5巻・A - E巻 講談社KK文庫（著者:常光徹…映画「学校の怪談」の原作者）
- 学校の怪談 日本民話の会 編:学校の怪談編集委員会 絵:前嶋昭人（ポプラ社）
- 学校のコワイうわさ 花子さんがきた!! 原作:森京詞姫（竹書房）
  - 学校のコワイうわさ 新・花子さんがきた!! 原作:森京詞姫（竹書房）
- 学校怪談 1 - 15巻:少年チャンピオン・コミックス（1 - 8巻:秋田文庫版） 著者:高橋葉介（秋田書店）

### 映画
学校のみならず、洞窟・街中・灯台など様々な場所を舞台とした5作品が製作された。
- 学校の怪談（1995年）
- 学校の怪談2（1996年）
- 学校の怪談3（1997年）
- 学校の怪談4（1999年）
- 学校の怪談 呪いの言霊（2014年）

### テレビドラマ
関西テレビ系で連続シリーズ及びスペシャル版6本が製作・放送された。
- 学校の怪談（1994年1-3月）
- 学校の怪談R（1996年7月）
- 学校の怪談f（1997年7月）
- 学校の怪談G（1998年7月）
- 学校の怪談 春のたたりスペシャル（1999年3月）
- 学校の怪談 春の呪いスペシャル（2000年3月）
- 学校の怪談 春の物の怪（もののけ）スペシャル（2001年3月)

### 携帯配信
- 学校の怪談（2012年7月 - 9月）BeeTVのドラマ作品。SKE48のメンバーが主演。全15話。

### ゲームソフト
- 1995年 学校であった怖い話（バンプレスト）スーパーファミコン
- 1995年 学校の怪談（セガ）セガサターン
- 1995年 学校のコワイうわさ 花子さんがきた!!（カプコン）セガサターン、プレイステーション
- 1995年 同上（バンダイビジュアル）Mac、Win
- 1995年 同上 （アミューズ）3DO
- 1996年 学校であった怖い話S（バンプレスト）プレイステーション
- 1999年 夕闇通り探検隊 （スパイク）プレイステーション
- 2004年 学校の怪談 百妖箱の封印（ティーディーケーコア）ゲームボーイアドバンス
- 2008年 学校の怪談DS（コンパイルハート）ニンテンドーDS

### アニメ
- 学校のコワイうわさ 花子さんがきた!!（1994年 - 1995年、フジテレビ系『ポンキッキーズ』内放映）
  - 学校のコワイうわさ 新・花子さんがきた!!（2010年、TwellV、キッズステーション）
- 学校の怪談（2000年 - 2001年、フジテレビジョン系列局）
- 学校の怪談（2005年 - 2008年、月刊プレコミックブンブン特別付録OVA(OAD)）

## パロディ
以下はタイトルをもじった作品であり、内容は学校の怪談とは無関係。
- 学校の階段 - 櫂末高彰原作のライトノベル・映画作品。
- 学校のカイダン - 日本テレビ系放映のテレビドラマ。